# 소하일 칸
소하일 칸(Sohail Khan, 1970년 12월 20일 ~ )은 인도의 배우 및 영화 제작자이다.

## 출연 작품
- 튜브라이트 (2017)
- 프리키 알리 (2016)
- 자이 호 (2014)
- 레디 (2011)
- 비르:위대한 전사 (2010)
- 메인 아우르 미세스 칸나 (2009)
- 히어로즈 (2008)
- 사랑의 인사 (2007)
- 다마알 (2007)
- 메인 피아르 켠 키야 (2005)
- 럭키 - 노 타임 포 러브 (2005)